# Lucca Staiger
Lucca Daniel Staiger (* 14. Juni 1988 in Blaustein) ist ein ehemaliger deutscher Basketballspieler. Er bestritt 115 A-Länderspiele für Deutschland und gewann dreimal die deutsche Meisterschaft. In der Basketball-Bundesliga kam er auf insgesamt 296 Einsätze.

## Karriere
Staiger kam im Alter von elf Jahren ans Basketball-Internat der Urspringschule und wurde dort von Ralph Junge gefördert. Im Januar 2004 erzielte er in einem U16-Jugendspiel mit der Mannschaft der Urspringschule gegen den VfL Waiblingen 102 Punkte (darunter 14 erfolgreiche Dreipunktwürfe). Mit 15 gab er für die TSG Ehingen sein Debüt in der 2. Bundesliga. Im Frühjahr 2004 wurde Staiger mit der Urspringschule deutscher U16-Meister.
In der Saison 2006/07 spielte Staiger für die Decatur Christian High School im US-Bundesstaat Illinois.
Anschließend wechselte er im Jahr 2007 auf die Iowa State University, wo er seinem Traum, eines Tages in der NBA zu spielen, näher kommen wollte.
Am 19. November 2009 konnte der 1,95 m und 95 kg schwere Shooting Guard nicht nur seine neue persönliche Bestleistung von 32 Punkten in einem Spiel erreichen, sondern stellte mit zehn erfolgreichen Dreipunktwürfen in einem Spiel auch noch eine neue Bestmarke für die Iowa State University auf.

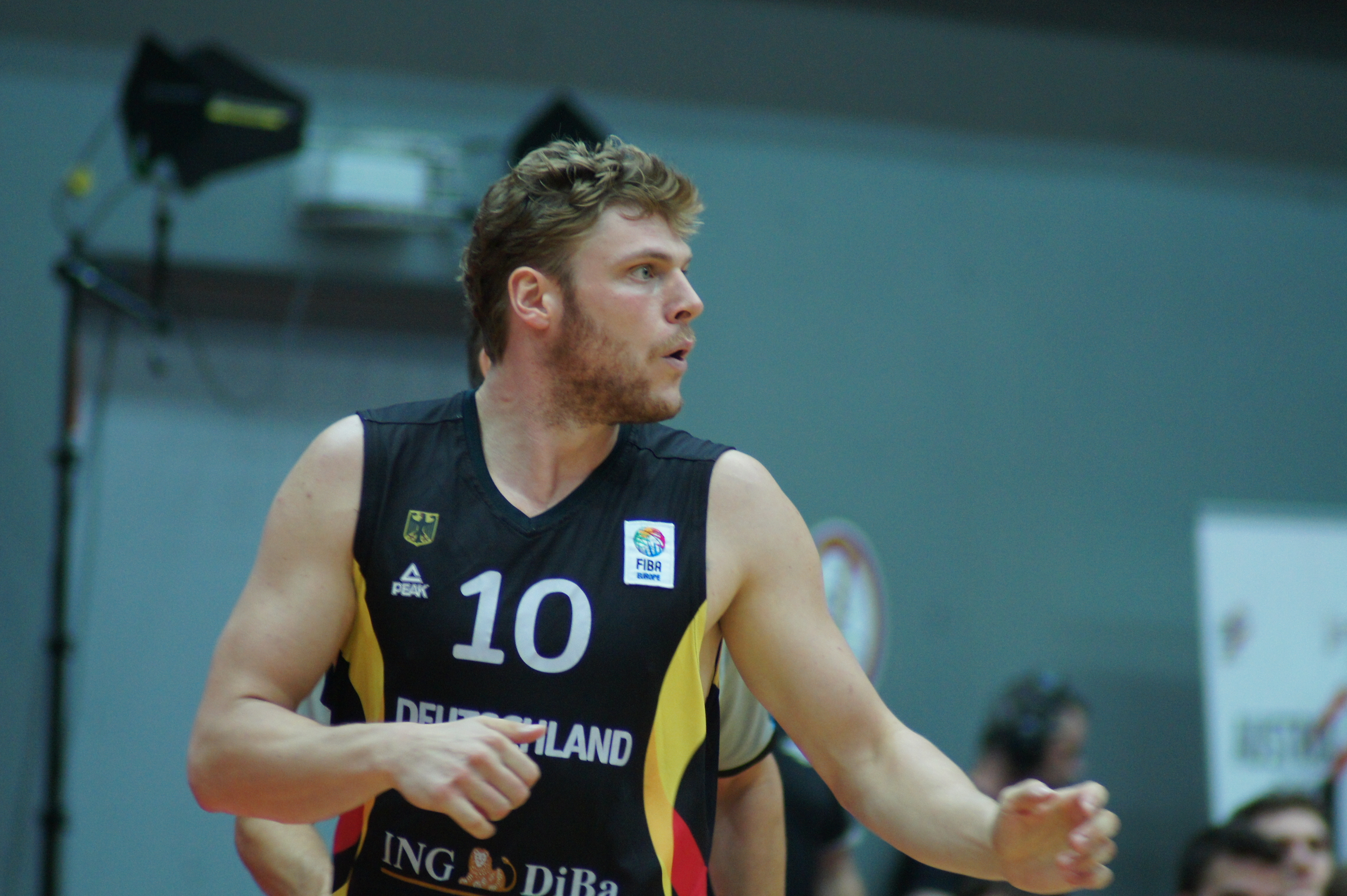
Lucca Staiger im August 2014

Im Jahr 2009 wurde auch Basketball-Bundestrainer Dirk Bauermann auf Staiger aufmerksam und nominierte ihn für die Basketball-Europameisterschaft 2009 in Polen. In einem Gruppenspiel gegen Mazedonien, das am 13. September 2009 stattfand, avancierte Staiger mit 14 Punkten sogar zum besten Korbschützen der deutschen Nationalmannschaft.
Im Januar 2010 verließ Staiger die Iowa State überraschend, um ein Angebot aus Deutschland anzunehmen. Er hatte insgesamt 49 Spiele für die Hochschulmannschaft bestritten, in denen er im Schnitt 8,6 Punkte sowie 2,1 Rebounds erzielte und 1,5 Korbvorlagen gab. Kurz danach gab Alba Berlin die Verpflichtung Staigers bekannt. Staiger unterzeichnete bei den Berlinern einen Vertrag über 2,5 Jahre bis zum Ende der Saison 2011/2012. Am 19. Juni 2010 wurde Staiger auch in das erweiterte Aufgebot der deutschen Nationalmannschaft für die WM 2010 in der Türkei berufen.
Nachdem Staiger in Berlin nicht über den Status des Ergänzungsspielers hinauskam, verließ er den Verein nach Ablauf seines Vertrags im Sommer 2012 und unterschrieb bei den Neckar Riesen Ludwigsburg einen Zweijahresvertrag. Staiger wurde bei den Neckar Riesen zum Leistungsträger und stand in der Saison 2012/13 im Schnitt rund 31 Minuten pro Spiel auf dem Feld. In Ludwigsburg erreichte er mit 12,2 Punkten pro Begegnung den besten Schnitt seiner Bundesliga-Zeit. Mit 80 getroffenen Dreipunktewürfen war er in der Saison 2012/13 bester Ludwigsburger Distanzwerfer. Nach der Saison nutzte er die Ausstiegsoption in seinem Vertrag und wechselte zum FC Bayern München, mit dem er in der Saison 2013/14 Deutscher Meister wurde. Staiger wurde im Meisterspieljahr in 37 Bundesligapartien eingesetzt und erzielte im Schnitt 5 Punkte je Begegnung. Er überzeugte beim FCB als Distanzschütze (45 getroffene Dreipunktewürfe bei 112 Versuchen in der Saison 2013/14).
Im Sommer 2015 wurde Staiger von Brose Bamberg unter Vertrag genommen. Mit den Oberfranken wurde er 2016 deutscher Meister und 2017 gelang sogar das Double aus Meisterschaft und Pokalsieg. In der Meistersaison 2015/16 erzielte er im Schnitt 6,7 Punkte pro Partie für Bamberg und traf mehr als die Hälfte seiner Dreipunktewürfe (75 von 145). Auf dem Weg zum Meistertitel 2017 erreichte Staiger im Spieljahr 2016/17 im Mittel 4,9 Punkte je Begegnung, wieder fiel er durch eine hohe Trefferquote beim Dreipunktewurf auf (52 von 103). Mit den Oberfranken trat er dreimal in Folge im höchsten europäischen Vereinswettbewerb, der EuroLeague, an und avancierte aufgrund seiner Treffsicherheit von jenseits der Drei-Punkte-Linie zum Publikumsliebling in Bamberg. Nach drei Jahren in Bamberg lief sein Vertrag im Juni 2018 aus.
Zur Spielzeit 2018/19 wechselte Staiger zum spanischen Erstligisten CB Canarias. In 32 Ligaspielen kam er für die Mannschaft auf einen Punkteschnitt von 5,1 je Begegnung. Nach dem Ende der Saison 2018/19 blieb Staiger zunächst vereinslos. Mitte Dezember 2019 unterschrieb er beim Bundesligisten Basketball Löwen Braunschweig. Für die Niedersachsen bestritt er bis zum Ende der Saison 2019/20 zehn Bundesliga-Spiele (7,8 Punkte/Begegnung).
Nachdem er seine Laufbahn als Berufsbasketballspieler beendet hatte, wurde er als Trainer tätig und widmete sich als solcher auf den Kanarischen Inseln der Vermittlung von Wurftechnik. Ebenso ist er dort im Immobilienbereich tätig.

## Erfolge
- Deutscher Meister: 2014, 2016, 2017
- Pokalsieger: 2017